# Bitwa pod Blenheim

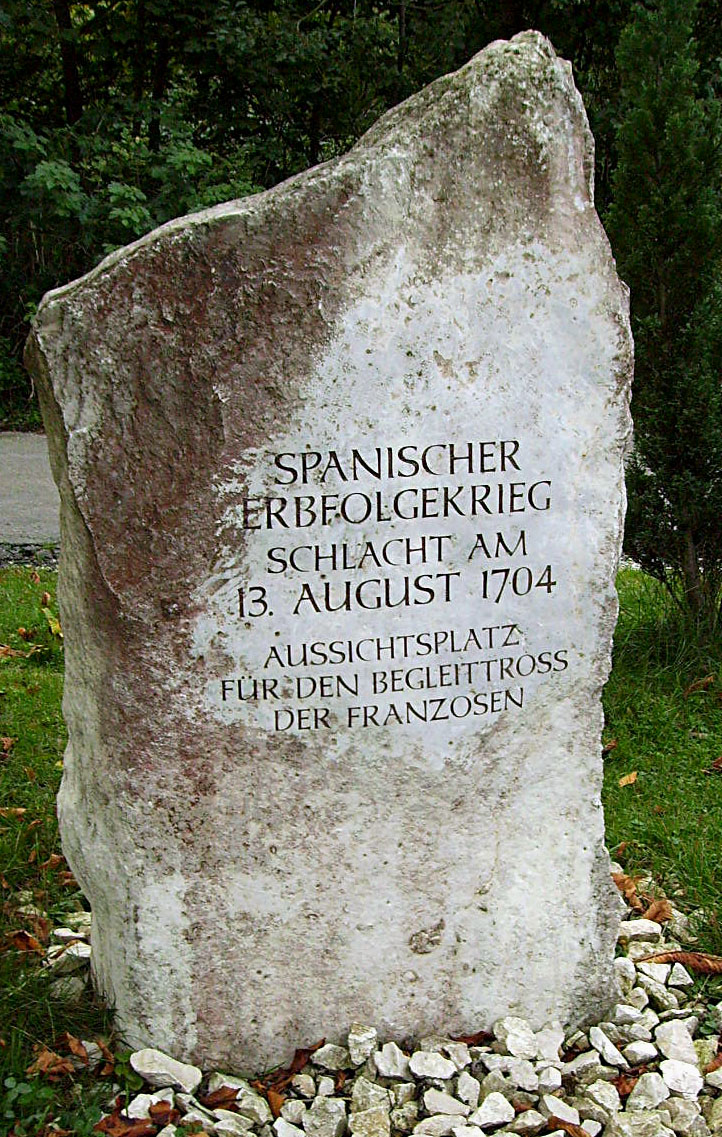
Pomnik upamiętniający bitwę w Lutzigen

Bitwa pod Blenheim (zwana też bitwą pod Blindheim albo drugą bitwą pod Höchstädt) – starcie zbrojne, które miało miejsce 13 sierpnia 1704 r. w trakcie wojny o sukcesję hiszpańską (1701–1714).

## Tło historyczne
Ostatnie dziesięciolecia XVII wieku upływały w Europie Zachodniej pod dyktando króla Francji Ludwika XIV, który stworzył doskonale zorganizowaną i wyposażoną armię, a na jej czele postawił dobrych dowódców. Ambitny, dbający o interesy własnego kraju władca ciągle szukał okazji do poszerzenia stanu posiadania. Okazja nadarzyła się w roku 1700, kiedy zmarł bezpotomnie król Hiszpanii Karol II Habsburg. Przed śmiercią Karol wyznaczył swoim następcą Filipa, wnuka Ludwika XIV.
Nie było to po myśli władcy Świętego Cesarstwa Rzymskiego Leopolda I, który, uważając, że korona hiszpańska powinna pozostać w Domu Habsburgów, wysunął kandydaturę swojego młodszego syna Karola. Szybko znalazł sprzymierzeńców, wśród których najważniejszym był król Anglii, Szkocji i Holandii Wilhelm III Orański, również spokrewniony z Habsburgami i gotów wesprzeć wszelkie działania antyfrancuskie.
Gdy w roku 1701 Filip Burbon został koronowany na króla Hiszpanii, Wilhelm z miejsca przystąpił do montowania Wielkiej Koalicji. Zmarł w marcu 1702 roku, pałeczkę przejęła jednak Anna Stuart. Jako że jej mężem był książę duński Jerzy Oldenburg, to małe państwo skandynawskie (obok Prus, Portugalii i Sabaudii) również przystąpiło do koalicji.
Ludwik XIV nie marnował czasu. By zapewnić Filipowi posiadłości hiszpańskie w Niderlandach (ostrzyli sobie na nie zęby Austriacy), pchnął tam swe wojska. Leopold w odpowiedzi rzucił znaczne siły do północnych Włoch, gdzie zdolny wódz cesarski, Eugeniusz Sabaudzki, zmusił wojska hiszpańskie do ucieczki do Mantui. Tymczasem Ludwik sprowokował Anglików. Ogłosił swe poparcie dla Jakuba Stuarta, pretendenta do korony Szkocji, jako prawowitego władcy Anglii, napadał na żeglugę angielską i kolonie. W odpowiedzi Anglia wysłała wojska na kontynent. Na ich czele stał John Churchill, 1. książę Marlborough, który w czerwcu 1702 roku najechał na czele 50 tys. sił koalicji (w tym 12 tys. Anglików) Holandię.

## Sytuacja przed bitwą
Głównym teatrem operacji militarnych latem 1704 roku stały się obszary położone w górnym biegu Dunaju. Marlborough, na czele 52 tys. żołnierzy, postanowił wspomóc w walkach z Francuzami armię austriacką operującą nad Dunajem i dowodzoną przez dwóch austriackich generałów: księcia Eugeniusza Sabaudzkiego i margrabiego Ludwika Badeńskiego. Po drodze armia sprzymierzonych zdobyła twierdzę Donauworth z czternastotysięcznym garnizonem, strzegącą przejścia na ziemie Bawarii, sprzymierzonej z Francją. Elektor bawarski unikał decydującego starcia, czekając na nadejście armii francuskiej pod wodzą marszałka Tallarda. W tej sytuacji głównodowodzący siłami koalicji zdecydowali się na doprowadzenie do decydującego starcia.
Dnia 11 sierpnia 60-tysięczne siły francusko-bawarskie z 90 działami dotarły do miejscowości Höchstädt niedaleko obozu austriackiego. Siły koalicji liczyły 52 tys. ludzi i 60 dział. W nocy 12 sierpnia 1704 r. wojska te ruszyły w kierunku miejscowości Blindheim (ang. Blenheim).

## Bitwa
Nadejście sprzymierzonych umknęło uwadze obozu francusko-bawarskiego, gdzie nie zauważono przeprawy przeciwnika przez rzekę Nebel. Dopiero gdy około godziny ósmej siły koalicji przystąpiły do formowania szyków bojowych, zaskoczony Tallard pośpiesznie rozpoczął przygotowania do obrony. Francuzi silnie ufortyfikowali wioski Oberglau i Lutzingen łącząc je liniami piechoty i kawalerii oraz wspierając artylerią.
Obserwując rozstawienie wojsk francuskich, Marlborough zdecydował się zaatakować najlepiej bronione prawe skrzydło przeciwnika. W tym samym czasie siły księcia Sabaudzkiego miały przeprowadzić dywersyjny atak na lewe skrzydło francusko-bawarskie. Około południa Austriacy zajęli pozycje na wprost wroga w Lutzingen. W chwilę później do ataku ruszyła brygada angielska, mająca zaatakować 9 batalionów nieprzyjaciela w Blindheim. Pierwsze dwa starcia nie przyniosły rezultatu, dopiero gwałtowny ostrzał Anglików spowodował wezwanie przez francuskiego dowódcę markiza de Clerambault siedmiu batalionów wsparcia oraz jedenastu batalionów rezerwy. Tym samym Marlborough odciął w Blindheim 27 batalionów nieprzyjaciela, co poważnie osłabiło środek wojsk francuskich.
Na pomoc uwięzionym w wiosce żołnierzom, poddanym ciągłemu ostrzałowi, ruszyła elita francuskiej kawalerii. Osiem szwadronów nie zdołało jednak pokonać pięciu szwadronów koalicji i zmuszone było się wycofać. Tymczasem siły austriackie w Oberglau (10 batalionów) zostały rozgromione przez 9 batalionów markiza de Blainville’a. Spowodowało to odsłonięcie prawej flanki angielskiej. Atak kirasjerów austriackich odparł jednak szarżę marsz. Ferdinanda de Marsin, a kolejny atak sił koalicji przerwał linie obronne Francuzów.
Po opanowaniu dwóch punktów obrony nieprzyjaciela, w chwili gdy lewe skrzydło francusko-bawarskie walczyło z siłami Eugeniusza, książę Marlborough rzucił 80 szwadronów i 22 bataliony piechoty przeciwko 60 szwadronom i 9 batalionom piechoty francuskiej. Około 16:30 siły angielskie z całym impetem uderzyły na Blindheim. Bateria dział koalicji zmiotła linie francuskie strzałami z bliskiego zasięgu. Francuzi rozpoczęli odwrót. Wielu z nich utonęło po zarwaniu się mostu pontonowego na Dunaju.

### Bilans
Do niewoli sprzymierzonych dostał się marszałek Tallard. Marszałek Marsin wraz z elektorem bawarskim zbiegli. Rozbici Francuzi, chcąc uniknąć całkowitej klęski, zgodzili się w końcu na warunki kapitulacji. Siły koalicji straciły blisko 12 tys. zabitych i rannych. Straty Francuzów i Bawarczyków wyniosły 20 tys. zabitych i 14 tys. jeńców, 129 chorągwi, 171 sztandarów i całą artylerię.

## Podsumowanie
Bitwa pod Blenheim stała się punktem zwrotnym w wojnie o sukcesję hiszpańską. Zakończyła pasmo sukcesów Ludwika XIV, uratowała Wiedeń i całą wielką koalicję. Blenheim stało się pierwszym większym ciosem zadanym armii francuskiej w ciągu ponad półwiecza. Ugruntowało pozycję księcia Marlborough, który powrócił do Niderlandów, gdzie zadał 3 kolejne klęski Francuzom w bitwach pod Ramillies (1706), Oudenaarde (1708) oraz Malplaquet (1709).
Traktat pokojowy w Utrechcie (1713) przyznał koronę Hiszpanii Filipowi, lecz równocześnie zmusił go do zrzeczenia się praw do tronu francuskiego.